# Jorge de León
Jorge de León (Santa Cruz de Tenerife, 1 de novembre del 1970) és un tenor espanyol.

## Biografia
És fill predilecte de la ciutat de San Cristóbal de La Laguna, Tenerife. Després d'estudiar cant en el Conservatori Superior de Música de Canàries a Santa Cruz de Tenerife, en la càtedra d'Isabel García Soto, va completar els seus estudis a Itàlia amb Giuseppe Valdengo i a Espanya amb Alfonso Leoz. Després de diverses actuacions a Espanya, salta a la fama quan el 2004 obté el 1r premi Gayarre i 2n premi Aragall.
Va aconseguir un èxit notable amb Aida a Niça, amb Carmen a Madrid i Cyrano de Bergerac (interpretant a Christian) en el Teatre de la Maestranza de Sevilla. El 2010 va tornar a Itàlia, sempre amb Carmen, dirigida per Zubin Mehta a l'Arena de Verona. El 2011 va cantar Carmen en el Sant Carlo de Nàpols, Madama Butterfly en el Teatre Petruzzelli de Bari, Tosca i Carmen (dirigida per Wellber) en el Teatre Massimo de Palerm. En 2012 va tenir un gran debut a La Scala amb Aida, i en el Nou Teatre del Maggio Florentino de Florència amb Turandot (també dirigida per Zubin Mehta).
Debutà al Gran Teatre del Liceu la temporada 2008/09 amb Simon Boccanegra, hi ha tornat amb Madama Butterfly (2012/2013 i 2018/2019), Tosca (2013/2014), Andrea Chénier i Manon Lescaut (2017/2018), Turandot (2019/2020) i Otello (2020/2021).